# Molopopterus
Molopopterus är ett släkte av insekter. Molopopterus ingår i familjen dvärgstritar.

## Dottertaxa tillMolopopterus, i alfabetisk ordning[1]
- Molopopterus agathosmus
- Molopopterus alfa
- Molopopterus allardi
- Molopopterus araratus
- Molopopterus artus
- Molopopterus ater
- Molopopterus bainsi
- Molopopterus beta
- Molopopterus binotatula
- Molopopterus binotatulus
- Molopopterus calitzi
- Molopopterus capensis
- Molopopterus cedarus
- Molopopterus ceresi
- Molopopterus clanus
- Molopopterus cliffortius
- Molopopterus crassajota
- Molopopterus crinitus
- Molopopterus curtatus
- Molopopterus damus
- Molopopterus delta
- Molopopterus dilatus
- Molopopterus dworakowskai
- Molopopterus epsilon
- Molopopterus eta
- Molopopterus eujota
- Molopopterus fruticanus
- Molopopterus gamma
- Molopopterus heroldi
- Molopopterus ishashaensis
- Molopopterus jota
- Molopopterus kappa
- Molopopterus ksi
- Molopopterus ladismithi
- Molopopterus lambda
- Molopopterus mallyi
- Molopopterus masakaensis
- Molopopterus mi
- Molopopterus ni
- Molopopterus nigriplaga
- Molopopterus obliquus
- Molopopterus parajota
- Molopopterus passerinus
- Molopopterus perlus
- Molopopterus pi
- Molopopterus psoralus
- Molopopterus pulchra
- Molopopterus raunoi
- Molopopterus ro
- Molopopterus sani
- Molopopterus steeleae
- Molopopterus struthiolus
- Molopopterus superjota
- Molopopterus teta
- Molopopterus theae
- Molopopterus velox
- Molopopterus zeta